# I Gatti Rossi
I Gatti Rossi sono un gruppo musicale beat di Milano, nato alla fine degli anni sessanta ed attivo fino alla prima metà degli settanta.

## Storia del gruppo
Fondati da Roberto Stefanel ottengono un contratto con la Durium e debuttano con Il mondo è grigio, il mondo è blu (cover del brano francese Le monde est gris, le monde est bleu di Éric Charden), inciso anche da Nicola Di Bari.
Nello stesso anno diventano il gruppo di accompagnamento di Gino Paoli, con cui incidono un album.
Passano poi alla RCA Milano e concludono la carriera alla Philips Records.
Nel 1972 ha avuto come cantante Santino Rocchetti ed è stato per qualche tempo il gruppo di accompagnamento in tournée di Gino Paoli.
Ninni Carucci, che per un anno faceva parte del gruppo I Romans, è l'unico componente che ha continuato l'attività nel mondo musicale (ha composto la musica delle sigle dei cartoni animati cantate da Cristina D'Avena).

## Formazione
- Ninni Carucci: voce, tastiere (fino al 1972)
- Santino Rocchetti: voce (nel 1974)
- Eugenio Rebuzzi: batteria dal 1974
- Gerlando Maria Alongi: batteria (fino al 1973)
- Roberto Stefanel: basso
- Laszlo Tasnadi: chitarre

## Discografia

### Album in studio
- 1968 - I Gatti Rossi di Gino Paoli (Durium, MS A 77194)

### Singoli)
- 1968 - Il mondo è grigio, il mondo è blu/Non finisce più (Durium, CN A 9275)
- 1969 - La pioggia amavi tu/Torno a casa di corsa (RCA Milano, M 6)
- 1972 - E dire che a maggio/Se ne va (Philips, 6025 076)